# Humtank
Humtank är en nationell tankesmedja för humaniora och ett samarbete mellan flera olika universitet i Sverige. Tankesmedjan lanserades 3 april 2014 som ett samarbete mellan från början tolv, senare fjorton lärosäten, och syftet är att verka forskningspolitiskt, delta i samhällsdebatten och påverka allmänhetens uppfattning av humaniora.

## Medverkan
De universitet och högskolor som medverkar i tankesmedjan är Göteborgs universitet. Högskolan Dalarna, Karlstads universitet, Linköpings universitet, Linnéuniversitetet, Lunds universitet, Malmö universitet, Mittuniversitetet, Mälardalens högskola, Stockholms universitet, Södertörns högskola, Umeå universitet, Uppsala universitet och Örebro universitet.  Då Humtank bildades medverkade även Högskolan i Halmstad, tidigare har även Högskolan i Skövde och Luleå tekniska universitet funnits med i samarbetet.

## Humtanks informationsarbete
Humtank har sedan tankesmedjan lanserades gjort ett flertal massmedieinspel i debatter om humaniora, forskning och utbildning, bland annat i Dagens Nyheter om humanisters möjligheter att föra ut sin kunskap, i Svenska Dagbladet om de ekonomiska villkoren för humanistisk utbildning och i Upsala Nya Tidning om vikten av en ny maktutredning. Humtank är aktivt på X (tidigare Twitter) och Facebook.
Humtank medverkar årligen med seminarier och debatter dels under politikerveckan i Almedalen och dels på Bokmässan i Göteborg. 
Sedan 2015 har tankesmedjan årligen delat ut Humtankpriset till framstående humanister som för humanistiska kunskaper utanför akademin. 
2024 års pristagare var Sverker Sörlin. 
2023 gick priset till Annelie Bränström-Öhman.
2022 gick priset till Lars Strannegård.
2021 gick priset till Magnus Bremmer.
2020 års pristagare var Kungliga biblioteket.
2019 gick det till Jonna Bornemark.
2018 gick det till Lisbeth Larsson och Maria Sjöberg för deras arbete med Svenskt kvinnobiografiskt lexikon.
2017 gick priset till Ida Östenberg.
2016 gick priset till Mohammad Fazlhashemi.
2015 var pristagaren Sharon Rider

## Humtanks rapporter
2023 släpptes rapport #8 –  "Forskningsförmedling – en humanistisk paradgren", där lärosätenas förutsättningar för forskningsförmedling belyses.
2022 släpptes rapport #7 – "Humaniorastrategier i Sverige", där olika lärosätens strategier för humaniora sammanfattas och diskuteras.
2021 släpptes rapport #6 – "Humaniora i skolan. De humanistiska ämnenas plats och villkor i den svenska gymnasieskolan och i grundskolans högre år", som uppmärksammar humanioras roll i skolan
2019 släpptes rapport #5 – "Humaniora i samhället. Om behovet av ett breddat samverkansbegrepp", samverkan mellan forskning och näringsliv ser olika ut för humaniora jämfört med många andra forskningsfält.
2018 släpptes rapport #4 – "Kunskapens nya arenor. Humanistiska utbildningar i ett föränderligt samhälle", rapporten fokuserar på hur humanistisk utbildning bedrivs.
2018 släpptes rapport #3 – "Den ljusnande framtid. Om arbetslivsanknytning i humanistisk utbildning", vilken fokuserar på vikten av att lärosätenas har ett nära samarbete med arbetsmarknaden aktörer.
2017 släpptes Humtanks andra rapport – "På jakt efter framtidens kompetenser. Om humanioras potential på arbetsmarknaden". Den fick stort massmedialt genombrott, till exempel i Lundagård och i Dagens Samhälle.
2016 släppte Humtank sin första rapport – "Humanioras pris och värde: resurser och utbildningskvalitet".

## Personer verksamma i Humtank[31]
- Lovisa Brännstedt, Lunds universitet
- Linus Salö, Stockholms universitet
- Jenny Bonnevier, Örebro universitet
- Anna Friberg, Linköpings universitet
- Adam Hjorthén, Uppsala universitet
- Gül Bilge Han, Mälardalens universitet
- Kristoffer Hansson, Malmö universitet
- Sven Anders Johansson, Mittuniversitetet
- Anna Jungstrand, Linnéuniversitetet
- Kim Silow Kallenberg, Södertörns högskola
- Sari Nauman, Göteborgs universitet
- Kristian Petrov, Karlstads universitet
- Beate Schirrmacher, Linnéuniversitetet
- Hanna Söderlund, Umeå universitet

## Före detta medlemmar i Humtank
- Peter K. Andersson
- Jens Wilhelm Borgland
- Daniel Brodén
- Marie Cronqvist
- Peter Degerman
- Katherina Dodou
- Jesper Enbom
- Helen Fuchs
- Fanny Forsberg Lundell
- Marie Gelang
- Michael Godhe
- Isak Hammar
- Jonas Harvard
- Jonas Ingvarsson
- Christina Johansson
- Thomas Karlsohn
- Jenny Larsson
- Lina Nyroos
- Jesper Olsson
- Anders Persson
- Petra Ragnerstam
- Anna Sofia Rossholm
- Leif Runefelt
- Josefin Rönnbäck
- Lina Samuelsson
- Andrej Slavik
- Katrin Holmqvist Sten
- Anna Sténs
- David Thurefjell
- Roine Viklund
- Sofia Wijmark
- Bärbel Westphal
- Kristin Zeiler
- Magnus P. Ängsal
- Marie Öhman
- Ida Östenberg